# 革叶淫羊藿
革叶淫羊藿（学名：Epimedium reticulatum）为小檗科淫羊藿属下的一个种。

## 扩展阅读
維基物種上的相關：革叶淫羊藿